# Гидроортофосфат магния
Гидроортофосфа́т ма́гния (двузамещённый фосфорнокислый магний) — кислая соль магния и ортофосфорной кислоты с формулой MgHPO4, слабо растворяется в воде, образует кристаллогидраты.

## Получение
- Действием ортофосфорной кислоты на оксид или карбонат магния:

{\displaystyle {\mathsf {MgO+H_{3}PO_{4}\ {\xrightarrow {\ }}\ MgHPO_{4}+H_{2}O}}}
{\displaystyle {\mathsf {MgCO_{3}+H_{3}PO_{4}\ {\xrightarrow {\ }}\ MgHPO_{4}+CO_{2}\uparrow +H_{2}O}}}
- Действием двузамещённого ортофосфата натрия на хлорид магния:

{\displaystyle {\mathsf {2MgCl_{2}+2\ Na_{2}HPO_{4}\ {\xrightarrow {\ }}2\ MgHPO_{4}+4\ NaCl}}}
- Разложением дигидроортофосфата магния:

{\displaystyle {\mathsf {Mg(H_{2}PO_{4})_{2}\rightleftarrows \ MgHPO_{4}+H_{3}PO_{4}}}}

## Физические свойства
Гидроортофосфат магния образует белые кристаллы, которые являются кристаллогидратами:
- при температурах до 225°С образуется моногидрат MgHPO4·H2O, плотность 2,32 г/см³.
- при температуре 36°С образуется тригидрат MgHPO4·3H2O, плотность 2,10 г/см³.
- при комнатной температуре образуется гептагидрат MgHPO4·7H2O, кристаллы моноклинной сингонии, пространственная группа A 2/a, параметры ячейки a = 1,135 нм, b = 2,536 нм, c = 0,660 нм, β = 90°, Z = 8, d = 1,71 г/см3.

## Химические свойства
- При нагревании переходит в пирофосфат:

{\displaystyle {\mathsf {2MgHPO_{4}\ {\xrightarrow[{-H_{2}O}]{>250^{o}C}}\ Mg_{2}P_{2}O_{7}}}}

## Применение
- Используется в пищевой добавке Е343.